# Морнарички истражитељи
Морнарички истражитељи (енгл. NCIS) је америчка акциона полицијско-процедурална телевизијска серија, чија се радња врти око екипе посебних агената из Морнаричко-злочинско-истражитељске службе. Радња и ликови су буквално уведени у дводелној епизоди ЦБС-ове серији Војни адвокати (20. и 21. епизода осме сезоне "Ледена краљица (1. део)" и "Отапање (2. део)"). Серија, као спиноф серије САГ, почела је 23. септембра 2003. године на каналу ЦБС. Серија се до дан данас емитује а почела је и да се репризира на каналу САД Мрежа. Доналд П. Белисарио и Дон Макгил су творци и извршни продуценти првог МЗИС-а у франшизи.
Серија је изворно имала дугачак назив Морнарички МЗИС: Морнаричко-злочинско-истражитељска служба (Navy NCIS: Naval Criminal Investigative Service) што је касније скраћено на МЗИС: Морнаричко-злочинско-истражитељска служба (NCIS: Naval Criminal Investigative Service) па на МЗИС (NCIS). Током шесте сезоне је једна дводелна епизода изродила спиноф серију Морнарички истражитељи: Лос Анђелес. Једна дводелна епизода у једанаестој сезони изродила је други спиноф под називом Морнарички истражитељи: Њу Орлеанс. Иако је у почетку била слаба по гледаности, пошто је једва била у Првих 30 серија током прве две сезоне, током треће је ушла у Првих 20, а у шестој у Првих 5 где се и дан данас налази. Морнарички истражитељи су изгласани 2011. године за Америчку омиљену телевизијску серију на интернету. Десета сезона серије је била најгледанија у сезони 2012−13 у САД.

## О серији
Морнарички истражитељи прате рад измишљене екипе посебних агената Одговорне екипе за тешка кривична дела (ОЕТКД) Морнаричко-злочинско-истражитељске службе стациониране у Вашингтону у теренској испостави вашингтонске морнаричке службе. У правом животу, испостава је стационирана близу Здруженог штаба Анакостија-Болинг, док је Морнаричка служба дом музеју и неколико војних заповедништава унутар Одељења за морнарицу. Глумци и продуценти су описали (на посебним додацима на ДВД-у у Сједињеним Државама) да је серија пуна комичних делова, сјајном глумачком поставом и радњама повезане са неким од ликова. МЗИС је првенствено орган реда и обавештајна служба Одељења за морнарицу Сједињених Држава који укључује Морнарички корпус Сједињених Држава. МЗИС истражује сва тешка кривична дела и преступе − на пример, злочине који се кажњавају на војном суду затвореном за јавност, а која су доведена у везу са морнарицом.

## Улоге
- Марк Хармон као Лерој Џетро Гибс (сезоне 1−19)
- Саша Александер као Кејтлин Тод (главни: сезоне 1−2; гостујући: сезоне 3, 8−9 и 12)
- Мајкл Ведерли као Ентони Динозо мл. (главни: сезоне 1−13; гост: сезона 21)
- Поли Перет као Еби Шуто (сезоне 1−15)
- Дејвид Макалум као др. Доналд Малард (сезоне 1−21)
- Шон Мареј као Тимоти Макги (главни: сезоне 2− ; епизодни: сезона 1)
- Коте де Пабло као Зива Давид (главни: сезоне 3−11; епизодни: сезоне 16−17)
- Лорен Холи као Џенифер Шепард (главни: сезоне 3−5; епизодни: сезоне 9 и 12)
- Роки Керол као Леон Венс (главни: сезоне 6− ; епизодни: сезона 5)
- Брајан Дицен као Џејмс Палмер (главни: сезоне 10− ; епизодни: сезоне 1−9)
- Емили Викершом као Еленор Бишоп (сезоне 11−18)
- Вилмер Валдерама као Николас Торес (сезоне 14− )
- Џенифер Еспозито као Александра Квин (сезона 14)
- Двејн Хенри као Клејтон Ривс (главни: сезоне 14−15; епизодни: сезона 13)
- Марија Бело као Џеклин Слоун (сезоне 15−18)
- Диона Ризоновер као Кејси Хајнс (главни: сезоне 16− ; епизодни: сезона 15)
- Катрина Ло као Џесика Најт (главни: сезоне 19− ; епизодни: сезона 18)
- Гери Кол као Алден Паркер (сезоне 19− )

## Продукција

### Име
Пре почетка прве сезоне, рекламе на ЦБС-у називале су серију "Морнарички ЗИС". Кад је прва епизода приказана, МЗИС је приказана под називом Морнарички МЗИС и то име је носила током целе прве сезоне. Пошто је слово "М" у скраћеници "МЗИС" значи "Морнаричко", та реч није била потребна у имену "МЗИС". Одлуку за коришћењем новог имена донео је ЦБС упркос приговорима Белисарија јер:
- се гледало да се привуку нови гледаоци (поготово гледаоци серије Војни адвокати) који можда не знају за МЗИС.
- је серија бркана са сличном серијом ЦБС-а Место злочина и њеним спиноф серијама (изворни назив Места злочина је "CSI" и он је често погрешно изговаран и пародиран као "Navy CSI", а и серија је сама себе тако пародирала у првој епизоди).[5]

### Развој
Морнарички истражитељи су изгласани 2011. године за Америчку омиљену телевизијску серију на интернету. Десета сезона серије је била најгледаније у сезони 2012−13 у САД.

### Црно-бели клипови
Од епизоде "НН поручница" у другој сезони, у серији су почели да се приказују двосекундни црно-бели клипови. Ти клипови (названи "бљескови") су приказивани пред почетак дела и приказивали су завршетак истог дела, а ти клипови су означавали да ће између њих ићи рекламе. У епизоди "Убити Арија (1. део)" на почетку треће сезоне, почело је коришћење и замрзавања слике и оно се користило у већини епизода.

### Промене у ТВ екипи
У мају 2007. године је најављено да ће Доналд П. Белисарио напустити серију. Због несугласица са главним глумцем серије Марком Хармоном, Белисариове дужносту директора серије и главног сценаристе морале су бити предате дугогодишњим сарадницима на серији међу којима су били и извршни продуценти Честер Флојд Џонсон и Шејн Бренан, а Белисарио је остао један од извршних продуцената. На јесен 2009. године, Гери Гласберг је дошао у екипу и постао нови директор серије Морнаричких истражитеља јер је Шејн Бренан морао да усредсреди на своју нову серију, спиноф Морнарички истражитељи: Лос Анђелес. 28. септембра 2016. године, Гери Гласберг је умро у сну у 50. години.

## Епизоде
| Сезона | Сезона | Епизоде | Датум емитовања     | Датум емитовања |
| Сезона | Сезона | Епизоде | Почетак             | Крај            |
| ------ | ------ | ------- | ------------------- | --------------- |
|        | Увод   | 2       | 22. април 2003.     | 29. април 2003. |
|        | 1      | 23      | 23. септембар 2003. | 25. мај 2004.   |
|        | 2      | 23      | 28. септембар 2004. | 24. мај 2005.   |
|        | 3      | 24      | 20. септембар 2005. | 16. мај 2006.   |
|        | 4      | 24      | 19. септембар 2006. | 22. мај 2007.   |
|        | 5      | 19      | 25. септембар 2007. | 20. мај 2008.   |
|        | 6      | 25      | 23. септембар 2008. | 19. мај 2009.   |
|        | 7      | 24      | 22. септембар 2009. | 25. мај 2010.   |
|        | 8      | 24      | 21. септембар 2010. | 17. мај 2011.   |
|        | 9      | 24      | 20. септембар 2011. | 15. мај 2012.   |
|        | 10     | 24      | 25. септембар 2012. | 14. мај 2013.   |
|        | 11     | 24      | 24. септембар 2013. | 13. мај 2014.   |
|        | 12     | 24      | 23. септембар 2014. | 12. мај 2015.   |
|        | 13     | 24      | 22. септембар 2015. | 17. мај 2016.   |
|        | 14     | 24      | 20. септембар 2016. | 16. мај 2017.   |
|        | 15     | 24      | 26. септембар 2017. | 22. мај 2018.   |
|        | 16     | 24      | 25. септембар 2018. | 21. мај 2019.   |
|        | 17     | 20      | 24. септембар 2019. | 14. април 2020. |
|        | 18     | 16      | 17. новембар 2020.  | 25. мај 2021.   |
|        | 19     | 21      | 20. септембар 2021. | 23. мај 2022.   |
|        | 20     | 22      | 19. септембар 2022. | 22. мај 2023.   |
|        | 21     | 10      | 12. фебруар 2024.   | 6. мај 2024.    |
|        | 22     |         | септембар 2024.     | мај 2025.       |

## Франшиза
Серија Морнарички истражитељи тренутно броји пет огранак серија: Морнарички истражитељи: Лос Анђелес, Морнарички истражитељи: Нови Орлеанс, Морнарички истражитељи: Хаваји, Морнарички истражитељи: Сиднеј и Морнарички истражитељи: Почеци. Први и други огранак су једини који су настали на основу дводелне пробне епизоде унутар главне серије.

### Војни адвокати
Две епизоде из 8. сезоне серије Војни адвокати "Ледена краљица (1. део)" и "Отапање (2. део)" послужиле су као пробне епизоде за сам МЗИС.
У тим епизодама представљени су ликови Гибса, Ентонија Диноза, Вивијан Блекедер, Еби Шуто, Дона Добса и Доналда Маларда.
Патрик Лаборто се појавио у серији МЗИС где је такође тумачио своју улогу из серије САГ поручника Бада Робертса у епизоди "Нешто је у ваздуху" прве, "Одметник" четрнаесте и "Мрачне тајне" петнаесте сезоне. Алиша Копола се појавила као поручница Фејт Колман у епизодама "Незапечаћено", "Зов тишине" и "Локални херој" док се Адам Болдвин вратио улози заповедника Мајкла Рејнера у епизоди "Слаба карика", а Џон М. Џексон се појавио као адмирал у пензији А. Џ. Чегвиден у епизоди "Проклет да си (7. део)" у десетој сезони.

### ОгранциМорнаричких истражитеља
Сама серија Морнарички истражитељи изродила је четири спиноф серије: Морнарички истражитељи: Лос Анђелес (2009−23), Морнарички истражитељи: Нови Орлеанс (2014−21), Морнарички истражитељи: Хаваји (2021−24), Морнарички истражитељи: Сиднеј (2023− ) и Морнарички истражитељи: Почеци (2024− ).

#### МЗИС: Лос Анђелес
Дводелна епизода Легенда послужила је као пробна епизода за серију Морнарички истражитељи: Лос Анђелес.
Епизода "Легенда" представила је Криса О’Донела као Џија Калена, Џејмса Тода Смита као Сема Хану, Данијелу Руу као Кензи Блај, Берета Фоу као Ерика Била, Питера Камбора као Нејта Гејца и Луиз Ломбард као Лару Мејси.
Роки Керол се пар пута појавио као лик из серије МЗИС директор Леон Венс док се Поли Перет појавила двапут као Еби, а Мајкл Ведерли једном као Ентони Динозо. Епизодни глумцу који су тумачили своје ликове међу серијама су Дејвид Дејан Фишер као службеник ЦИА-е Трент Корт на крају прве сезоне Лос Анђелеса и Кели Ху као Ли Ван Кваи у по једној епизоди Лос Анђелеса и серије МЗИС.
Џон М. Џексон се појављивао у Лос Анђелесу у својој улози из серије САГ адмирала А. Џ. Чегвидена, а серије се укрштала и са серијама Хаваји 5-0 и Шкорпија.

#### МЗИС: Нови Орлеанс
Дводелна епизода Град полумесеца послужила је као пробна епизода за серију Морнарички истражитељи: Нови Орлеанс.
Епизода "Град полумесеца" представила је Скота Бакулу као Двејна Касијуса Прајда, Лукаса Блека као Кристофера Ласејла, Зои Меклилан као Мередит Броди и ККХ Паундер као Лорету Вејд.
Роки Керол се неколико пута појавио као директор Леон Венс, док су се Марк Хармон, Мајкл Ведерли, Поли Перет, Шон Мајер, Емили Викершом, Вилмер Валдерама, Дејвид Макалум и Брајан Дицен појавили у својим улогама из серије МЗИС. Епизодни глумци из серије МЗИС Мередит Итон, Џо Спано, Дајан Нил и Лесли Хоуп су се појавили у Њу Орлеансу.

#### МЗИС: Хаваји
Дана 16. фебруара 2021. извршни продуценти спинофа Морнарички истражитељи: Нови Орлеанс Кристофер Силбер и Јан Неш објавили су да је у припреми спиноф серије Морнарички истражитељи радњом смештен на Хавајима. Дана 23. априла 2021. објављено је да је ЦБС одобрио почетак серије као непосредни и намерава да направи прву женску главну улогу у франшизи. Серија је дебитовала на ЦБС-у 20. септембра 2021 са Ванесом Лешеј у главној улози.

#### МЗИС: Сиднеј
Дана 16. фебруара 2022. објављено је да је у току рад на спинофу у Сиднеју у Аустралији. Продуцент серије Морнарички истражитељи: Лос Анђелес Шејн Бренан ће бити везан за пројекат. Серија ће бити први међународни спиноф у франшизи, а укључиваће месне аустралијске глумце и продуценте. Биће објављен у Аустралији на платформи Paramount+ од 10. новембра 2023. и такође ће бити емитован на Мрежи 10 крајем 2023. Такође ће се емитовати на ЦБС-у у Сједињеним Државама од 13. новембра 2023. као исход привременог обустављања других серија у франшизи због холивудских радних спорова 2023. године и биће доступан за преношење на одабраним подручјима на међународном нивоу на платформи Paramount+.
Глумачку поставу чиниће Оливија Свон, Тод Ласанс, Шон Сагар, Тули Наркл, Мавурни Хејзел и Вилијам Мекинс.

#### МЗИС: Почеци
Дана 5. јануара 2024. објављено је да је у припреми спиноф и серија претходница заснована на раним данима Лероја Џетра Гибса као агента МЗИС-а. Марк Хармон ће поновити своју улогу Гибса у улози приповедача. Серија би требало да буде емитована током сезоне 2024–25. У марту 2024. објављено је да ће Остин Стауел добити улогу Лероја Џетра Гибса.

#### МЗИС: Тони и Зива
Дана 28. фебруара 2024. објављено је да је Paramount+ наручио још један спиноф који се усредсређује на ликове Мајкла Ведерлија и Коте де Пабло Тонија Диноза и Зиву Давид. Дана 7. маја 2024. потврђено је да се нови огранак зове Морнарички истражитељи: Тони и Зива.

## Гледаност
| 1  | 23 | Уторком у 20:00    | 23. септембар 2003. | 25. мај 2004.   | 2003–04 | 11.84 | 26 |
| 2  | 23 | Уторком у 20:00    | 28. септембар 2004. | 24. мај 2005.   | 2004–05 | 13.57 | 22 |
| 3  | 24 | Уторком у 20:00    | 20. септембар 2005. | 16. мај 2006.   | 2005–06 | 15.27 | 16 |
| 4  | 24 | Уторком у 20:00    | 19. септембар 2006. | 22. мај 2007.   | 2006–07 | 14.54 | 20 |
| 5  | 19 | Уторком у 20:00    | 25. септембар 2007. | 20. мај 2008.   | 2007–08 | 14.41 | 14 |
| 6  | 25 | Уторком у 20:00    | 23. септембар 2008. | 19. мај 2009.   | 2008–09 | 17.77 | 5  |
| 7  | 24 | Уторком у 20:00    | 22. септембар 2009. | 25. мај 2010.   | 2009–10 | 19.33 | 4  |
| 8  | 24 | Уторком у 20:00    | 21. септембар 2010. | 17. мај 2011.   | 2010–11 | 19.46 | 5  |
| 9  | 24 | Уторком у 20:00    | 20. септембар 2011. | 15. мај 2012.   | 2011–12 | 19.49 | 3  |
| 10 | 24 | Уторком у 20:00    | 25. септембар 2012. | 14. мај 2013.   | 2012–13 | 21.34 | 1  |
| 11 | 24 | Уторком у 20:00    | 24. септембар 2013. | 13. мај 2014.   | 2013–14 | 19.77 | 3  |
| 12 | 24 | Уторком у 20:00    | 23. септембар 2014. | 12. мај 2015.   | 2014–15 | 18.25 | 3  |
| 13 | 24 | Уторком у 20:00    | 22. септембар 2015. | 17. мај 2016.   | 2015–16 | 16.61 | 3  |
| 14 | 24 | Уторком у 20:00    | 20. септембар 2016. | 16. мај 2017.   | 2016–17 | 14.63 | 3  |
| 15 | 24 | Уторком у 20:00    | 26. септембар 2017. | 22. мај 2018.   | 2017–18 | 17.02 | 5  |
| 16 | 24 | Уторком у 20:00    | 25. септембар 2018. | 21. мај 2019.   | 2018–19 | 15.89 | 3  |
| 17 | 20 | Уторком у 20:00    | 24. септембар 2019. | 14. април 2020. | 2019–20 | 15.33 | 2  |
| 18 | 16 | Уторком у 20:00    | 17. новембар 2020.  | 25. мај 2021.   | 2020–21 | 12.58 | 3  |
| 19 | 21 | Понедељком у 21:00 | 20. септембар 2021. | 23. мај 2022.   | 2021–22 | 10.90 | 3  |
| 20 | 22 | Понедељком у 21:00 | 19. септембар 2022. | 22. мај 2023.   | 2022–23 | 9.68  | 3  |
| 21 | 10 | Понедељком у 21:00 | 12. фебруар 2024.   | 6. мај 2024.    | 2023–24 | 9.66  | 5  |

## Награде и одликовања
Серија Морнарички истражитељи је добила многе награде и бирања за награде откако је премијерно приказана 23. септембра 2003, а међу њима су награда АЛМУ, награда АДКАИ, филмску и ТВ награда БМ, награда Еми и награда по избору публике.